# Luca Badoer
Luca Badoer (ur. 25 stycznia 1971 w Montebelluna) – włoski kierowca wyścigowy. W latach 1993–1999 startował z przerwami w Formule 1. Od 1997 do 2010 roku pełnił funkcję kierowcy testowego Scuderia Ferrari, gdzie w sezonie 2009 zastąpił kontuzjowanego Felipe Massę podczas dwóch Grand Prix.

## Kariera
Swoją karierę wyścigową rozpoczął od jazdy na torach kartingowych. W 1985 roku wygrał mistrzostwa Włoch. W roku 1989 zadebiutował w Formule 3. Na pierwsze zwycięstwo czekał do następnego sezonu. Największym sukcesem w tych zawodach było pokonanie w 1990 roku Alexa Zanardi'ego. W 1992 roku dostał szansę występów w Formule 3000 dla zespołu Crypton. Niespodziewanie w pierwszym roku startów został mistrzem tej serii wygrywając w czterech wyścigach.
Na debiut w Formule 1 czekał do sezonu 1993. Został kierowcą zespołu BMS Scuderia Italia. Do dyspozycji miał samochody marki Lola, napędzane silnikami Ferrari. Występów w tamtym sezonie nie można zaliczyć do udanych, zajął dopiero jedno z ostatnich miejsc w klasyfikacji generalnej mistrzostw. Mimo tego pokonywał bardziej doświaczonego partnera – Michele'a Alboreto. W 1994 r. po połączeniu BMS z innym włoskim zespołem – Minardi, zostaje ich kierowcą testowym (przegrał walkę o fotel z Alboreto). Rok później pełni już rolę głównego kierowcy i startuje w 17 Grand Prix. Jego najlepsze starty to Grand Prix Kanady (8 pozycja), Węgier (8 pozycja) i Japonii (9 pozycja).

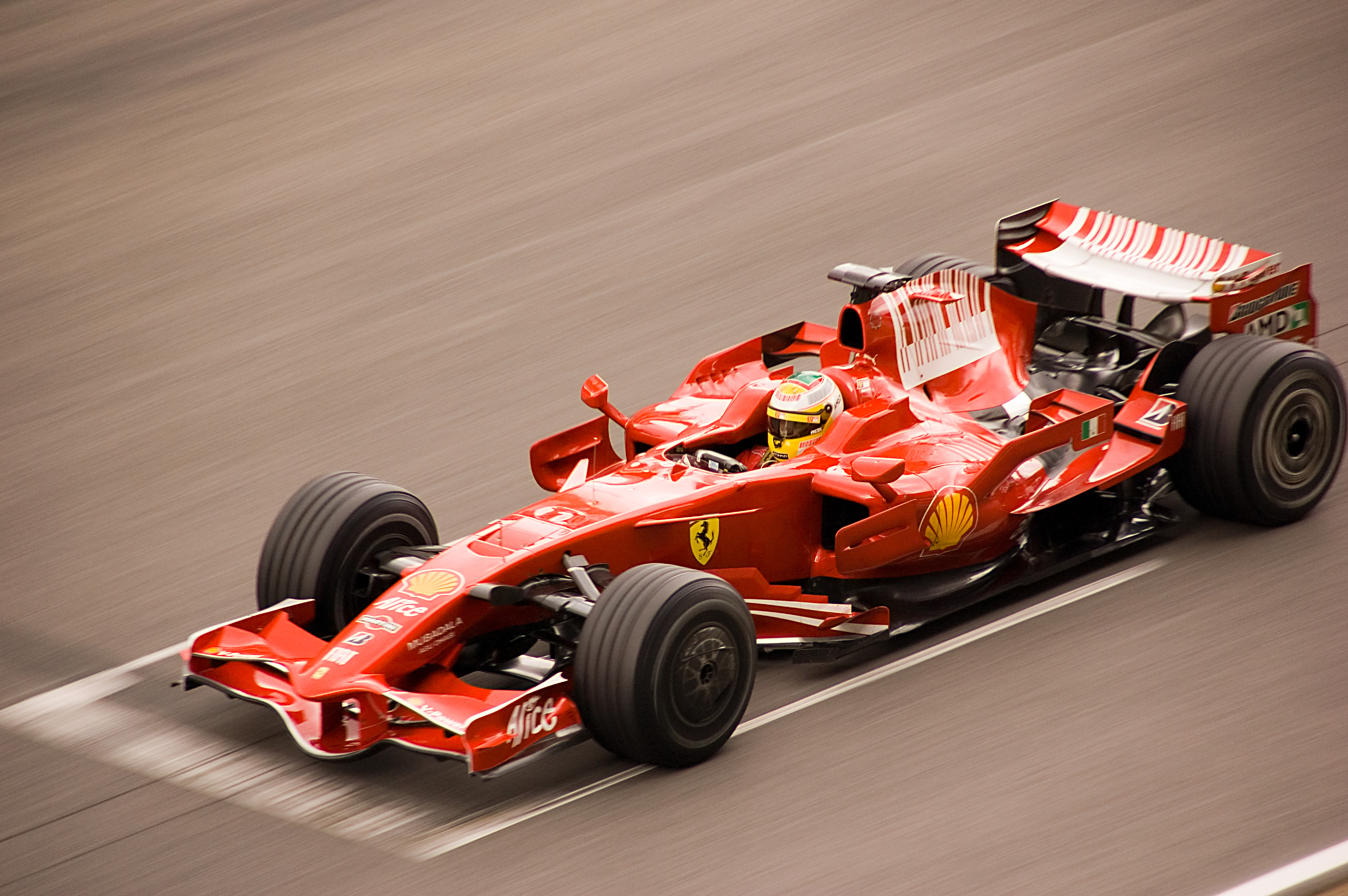
Badoer testujący bolid Ferrari F2008 na torze Catalunya

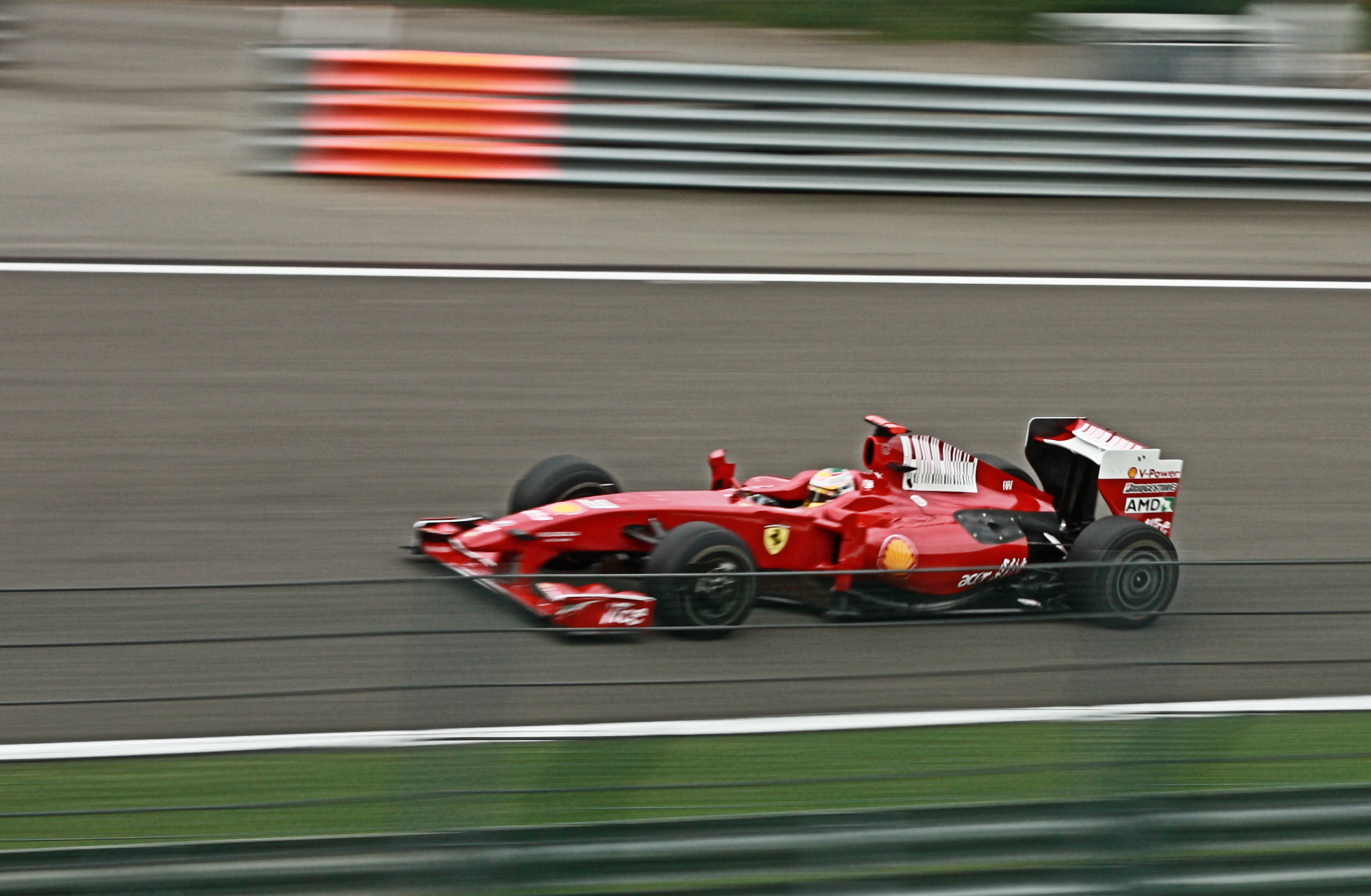
Luca Badoer podczas Grand Prix Belgii 2009

W sezonie 1996 postanawia przyłączyć się do chylącego się ku upadkowi zespołu Forti Corse. W jego barwach podjął się próby startu w dziesięciu wyścigach, kwalifikując się do sześciu z nich. Ostatni wyścig Forti to Grand Prix Wielkiej Brytanii, gdzie kierowcy zmuszeni byli używać starych silników. Firma Cosworth nie dostarczył nowych z powodu długów wobec niej. Cały zespół udał się jeszcze na Grand Prix Niemiec, ale zabrakło pieniędzy oraz jednostek napędowych. Najlepszy występ Badoera w tamtym sezonie to dziesiąte miejsce w San Marino.
Od sezonu 1997 zostaje oficjalnym kierowcą testowym Scuderia Ferrari. Powrócił do ścigania w sezonie 1999 ponownie reprezentując barwy Minardi. Jego partnerem został Hiszpan Marc Gené. Ogólnie w tym sezonie Badoer spisywał się lepiej niż Gene, regularnie plasując się przed kolegą z zespołu w kwalifikacjach i zajmując porównywalne miejsca w ukończonych wyścigach (warto też zaznaczyć, że Badoer częściej był zmuszony do wycofania się z wyścigu w wyniku usterek, a Gene własnych błędów). W Grand Prix Europy Badoer jedyny raz w swojej karierze miał szanse na zdobycz punktową. Po bardzo dobrej jeździe i doskonałej strategii doboru opon podczas opadów deszczu Włoch znajdował się na wysokim czwartym miejscu (wtedy dawało ono 3 punkty) wyprzedzając takich kierowców jak Mika Häkkinen, Eddie Irvine czy Jacques Villeneuve. Jednak na zaledwie 12 okrążeń przed metą w jego samochodzie zepsuła się skrzynia biegów. Po awarii Badoer nie mógł powstrzymać łez klęcząc przed swoim bolidem, aż do interwencji porządkowych. Natomiast na miejsce w punktowanej szóstce awansował Gene i to on zdobył jedyny w tamtym sezonie punkt dla Minardi. Kiedy Michael Schumacher złamał nogę na torze Silverstone, Badoer miał nadzieję, że zajmie jego miejsce. Szefostwo Ferrari zdecydowało się jednak na ściągnięcie Miki Salo, co zostało ostro skrytykowane przez ich byłego kierowcę, Jeana Alesi'ego. Sam Badoer także nie krył rozczarowania tą decyzją.
Po tym jak nie był w stanie zapewnić sobie miejsca w stawce sezonu 2000, postanowił zostać kierowcą testowym Ferrari do końca swojej kariery. W sezonie 2009 został wybrany na zastępcę kontuzjowanego Felipe Massy w drugiej połowie sezonu. Początkowo wybrano Michaela Schumachera, jednak Niemiec nie był w stanie poradzić sobie z bólem szyi i zrezygnował z powrotu do ścigania. Po rozczarowującym występie Luki w GP Europy na ulicznym torze w Walencji, szefostwo zespołu Ferrari zdecydowało o umożliwieniu mu startu w GP Belgii. Kierowca nie spełnił pokładanych w nim oczekiwań, zajmując w wyścigu ostatnią lokatę, w związku z czym kierownictwo Ferrari podjęło decyzję zastąpienia go innym włoskim kierowcą, Giancarlo Fisichellą.
Luca Badoer jest też posiadaczem rekordu największej ilości Grand Prix bez zdobytego punktu.
Kierowca wziął udział w ceremonii otwarcia Igrzysk Olimpijskich w Turynie w 2006.

## Starty w Formule 1

### Wyniki
| Rok  | Zespół                    | Samochód     | Silnik                               | Wyniki w poszczególnych eliminacjach | Wyniki w poszczególnych eliminacjach | Wyniki w poszczególnych eliminacjach | Wyniki w poszczególnych eliminacjach | Wyniki w poszczególnych eliminacjach | Wyniki w poszczególnych eliminacjach | Wyniki w poszczególnych eliminacjach | Wyniki w poszczególnych eliminacjach | Wyniki w poszczególnych eliminacjach | Wyniki w poszczególnych eliminacjach | Wyniki w poszczególnych eliminacjach | Wyniki w poszczególnych eliminacjach | Wyniki w poszczególnych eliminacjach | Wyniki w poszczególnych eliminacjach | Wyniki w poszczególnych eliminacjach | Wyniki w poszczególnych eliminacjach | Wyniki w poszczególnych eliminacjach | Pkt. | Msc. |
| ---- | ------------------------- | ------------ | ------------------------------------ | ------------------------------------ | ------------------------------------ | ------------------------------------ | ------------------------------------ | ------------------------------------ | ------------------------------------ | ------------------------------------ | ------------------------------------ | ------------------------------------ | ------------------------------------ | ------------------------------------ | ------------------------------------ | ------------------------------------ | ------------------------------------ | ------------------------------------ | ------------------------------------ | ------------------------------------ | ---- | ---- |
| 1993 |                           |              |                                      |                                      | Brazylia                             | Unia Europejska                      | San Marino                           | Hiszpania                            | Monako                               | Kanada                               | Francja                              | Wielka Brytania                      | Niemcy                               | Węgry                                | Belgia                               | Włochy                               | Portugalia                           | Japonia                              | Australia                            |                                      | 0    | 25   |
| 1993 | Lola BMS Scuderia Italia  | Lola T93/30  | Ferrari 040 3.5 V12                  | NU                                   | 12                                   | -                                    | 7                                    | NU                                   | -                                    | 15                                   | NU                                   | NU                                   | NU                                   | NU                                   | 13                                   | 10                                   | 14                                   | -                                    | -                                    |                                      | 0    | 25   |
| 1995 |                           |              |                                      | Brazylia                             | Argentyna                            | San Marino                           | Hiszpania                            | Monako                               | Kanada                               | Francja                              | Wielka Brytania                      | Niemcy                               | Węgry                                | Belgia                               | Włochy                               | Portugalia                           | Unia Europejska                      |                                      | Japonia                              | Australia                            | 0    | 23   |
| 1995 | Minardi Scuderia Italia   | Minardi M195 | Ford EDM 3.0 V10                     | NU                                   | NW                                   | 14                                   | NU                                   | NU                                   | 8                                    | 13                                   | 10                                   | NU                                   | 8                                    | NU                                   | NU                                   | 14                                   | 11                                   | 15                                   | 9                                    | NU                                   | 0    | 23   |
| 1996 |                           |              |                                      | Australia                            | Brazylia                             | Argentyna                            | Unia Europejska                      | San Marino                           | Monako                               | Hiszpania                            | Kanada                               | Francja                              | Wielka Brytania                      | Niemcy                               | Węgry                                | Belgia                               | Włochy                               | Portugalia                           | Japonia                              |                                      | 0    | 21   |
| 1996 | Forti Grand Prix          | Forti FG01   | Ford ECA Zetec-R 3.0 V10             | -                                    | 11                                   | NU                                   | -                                    | 10                                   | NU                                   | -                                    | NU                                   | NU                                   | -                                    | -                                    | -                                    | -                                    | -                                    | -                                    | -                                    |                                      | 0    | 21   |
| 1999 |                           |              |                                      | Australia                            | Brazylia                             | San Marino                           | Monako                               | Hiszpania                            | Kanada                               | Francja                              | Wielka Brytania                      | Austria                              | Niemcy                               | Węgry                                | Belgia                               | Włochy                               | Unia Europejska                      | Stany Zjednoczone                    | Japonia                              |                                      | 0    | 23   |
| 1999 | Fondmetal Minardi Ford    | Minardi M01  | Ford (VJM1/VJM2) Zetec-R 3.0 V10 V10 | NU                                   | -                                    | 8                                    | NU                                   | NU                                   | 10                                   | 10                                   | NU                                   | 13                                   | 10                                   | 14                                   | NU                                   | NU                                   | NU                                   | NU                                   | NU                                   |                                      | 0    | 23   |
| 2009 |                           |              |                                      | Australia                            | Malezja                              |                                      | Bahrajn                              | Hiszpania                            | Monako                               | Turcja                               | Wielka Brytania                      | Niemcy                               | Węgry                                | Unia Europejska                      | Belgia                               | Włochy                               | Singapur                             | Japonia                              | Brazylia                             |                                      | 0    | 25   |
| 2009 | Scuderia Marlboro Ferrari | Ferrari F60  | Ferrari 056 V8                       | -                                    | -                                    | -                                    | -                                    | -                                    | -                                    | -                                    | -                                    | -                                    | -                                    | 17                                   | 14                                   | -                                    | -                                    | -                                    | -                                    | -                                    | 0    | 25   |

### Statystyki
| Legenda oznaczeń w tabelach wyników Wyświetl szablon na nowej stronie | Legenda oznaczeń w tabelach wyników Wyświetl szablon na nowej stronie                                                                     |
| Oznaczenie                                                            | Wyjaśnienie |
| --------------------------------------------------------------------- | --- |
| Złoty                                                                 | Zwycięzca lub mistrzostwo |
| Srebrny                                                               | 2. miejsce lub wicemistrzostwo |
| Brązowy                                                               | 3. miejsce lub II wicemistrzostwo |
| Zielony                                                               | Ukończył, punktował (w klasyfikacji generalnej, gdy zdobył co najmniej jeden punkt na przestrzeni sezonu, poza trzema powyższymi opcjami) |
| Niebieski                                                             | Ukończył, nie punktował (w klasyfikacji generalnej, gdy nie zdobył co najmniej jednego punktu na przestrzeni sezonu)                      |
| Czerwony                                                              | Nie zakwalifikował się (NZ) |
| Czerwony                                                              | Nie prekwalifikował się (NPK) |
| Różowy                                                                | Nie ukończył (NU) |
| Różowy                                                                | Niesklasyfikowany (NS) (w klasyfikacji generalnej, gdy nie został sklasyfikowany w żadnym wyścigu sezonu)                                 |
| Czarny                                                                | Zdyskwalifikowany (DK) |
| Czarny                                                                | Wykluczony (WYK/EX) |
| Biały                                                                 | Nie wystartował (NW) |
| Biały                                                                 | Kontuzjowany (K/INJ) |
| Biały                                                                 | Wyścig odwołany (OD/C) |
| Bez koloru                                                            | Został wycofany (WYC/WD) |
| Bez koloru                                                            | Nie przybył (NP/DNA) |
| Bez koloru                                                            | Nie brał udziału w treningach (NT/DNP) |
| Bez koloru                                                            | Nie został zgłoszony (–) |
| Pogrubienie                                                           | Start z pole position |
| Kursywa                                                               | Najszybsze okrążenie wyścigu |
| †                                                                     | Nie ukończył, ale jego rezultat został zaliczony ze względu na przejechanie więcej niż 90% dystansu wyścigu.                              |
| *                                                                     | Sezon w trakcie |
| 1/2/3                                                                 | Punktowana pozycja w sprincie kwalifikacyjnym                                                                                             |
| Lista systemów punktacji Formuły 1                                    | |

| Sezon | Zgł. | Starty | PKT | P. | P1 | P2 | P3 | Punkt. | PP | NO | NS | DK | Zespoły             |
| ----- | ---- | ------ | --- | -- | -- | -- | -- | ------ | -- | -- | -- | -- | ------------------- |
| 1993  | 14   | 12     | -   | 25 | -  | -  | -  | -      | -  | -  | 6  | -  | BMS Scuderia Italia |
| 1995  | 17   | 17     | -   | 21 | -  | -  | -  | -      | -  | -  | 9  | -  | Minardi             |
| 1996  | 10   | 6      | -   | 22 | -  | -  | -  | -      | -  | -  | 4  | -  | Forti               |
| 1999  | 15   | 15     | -   | 23 | -  | -  | -  | -      | -  | -  | 9  | -  | Minardi             |
| 2009  | 2    | 2      | -   | 24 | -  | -  | -  | -      | -  | -  | -  | -  | Ferrari             |

| Sezony | Zgł. | Starty | PKT | Najwyższa pozycja (mistrzostwa) | P1 | P2 | P3 | Punkt. | PP | NO | NS | DK | Zespoły |
| ------ | ---- | ------ | --- | ------------------------------- | -- | -- | -- | ------ | -- | -- | -- | -- | ------- |
| 5      | 56   | 50     | -   | 1x21                            | -  | -  | -  | -      | -  | -  | 28 | -  | 4       |